# Dr. Martens

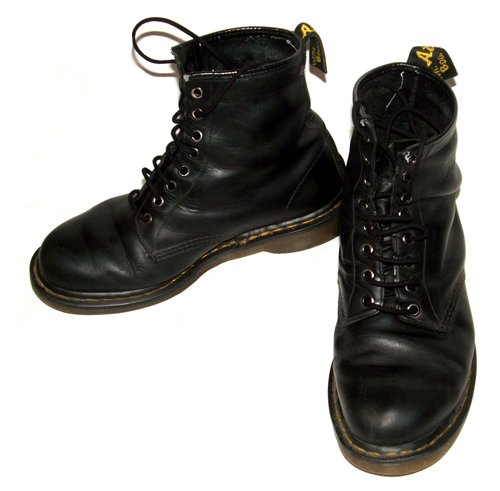
Een paar Dr. Martens-schoenen

Dr. Martens is een merk schoeisel, kleding en accessoires. Het schoeisel is ontwikkeld door Klaus Märtens, een arts uit Duitsland. De laarzen en schoenen waren aanvankelijk populair bij politieagenten, postbodes en fabrieksarbeiders, later werden ze ook het favoriete schoeisel van skinheads, punks en grungers. 
Het bedrijf staat sinds januari 2021 genoteerd aan de aandelenbeurs van Londen en is opgenomen in de FTSE 250-index.

## Geschiedenis
Märtens was legerarts gedurende de Tweede Wereldoorlog. Tijdens een verlof ging hij skiën, waarbij hij gewond raakte aan zijn enkel. De gewone legerlaars zat hem daardoor ongemakkelijk, daarom ontwierp hij aangepast schoeisel voor zichzelf. Dit stond model voor de Dr. Martens-laarzen: een veterlaars met een grove zool.
In 1947 startte Klaus Märtens in de buurt van München met de productie van zolen uit afgedankt rubber van de Duitse Luftwaffe. Later ging hij schoenen produceren. De zolen werden gemaakt uit epauletten en het leder voor de schoenen werd uit de lederen broeken van het officierenuniform gehaald.
In de jaren 50 waren de schoenen van Dr. Martens dankzij hun comfortabele zolen zeer populair bij dames boven de 40, goed voor 80% van de verkoopcijfers van het merk.
In 1959 kocht de Britse schoenenfabrikant R. Griggs Group Ltd. de patentrechten voor de productie van de schoenen in Groot-Brittannië.
Op 1 april 1960 rolde het eerste paar van model 1460, het populairste model van Dr. Martens, van de band. De neuskap van dit model was verstevigd met een stalen plaat, wat deze veterlaarzen de naam ‘boxerhandschoenen voor voeten’ bezorgde.
In de jaren 60 maakte de Britse politieke skinheadbeweging het model 1460 tot een deel van zijn imago.
Vanaf de jaren 70 werden Dr. Martens schoenen als een vast stijlonderdeel ook overgenomen door andere stromingen binnen de Britse jeugdcultuur, zoals punkers, goths, etc.
Tegen het einde van de 20ste eeuw had Dr. Martens al meer dan 3000 soorten van het model 1460 gefabriceerd.
In 2003 stond Dr. Martens door dalende verkoop op de rand van faillissement.
In mei 2018 heeft Dr. Martens zijn levenslange garantie stopgezet voor alle schoenen die na die datum werden verkocht.
In 2018 werden 10 miljoen paar Dr. Martens schoenen geproduceerd, waarvan slecht 1% in Groot-Brittannië. De 1460 is het meest gevraagde model gebleven.
In 2019 maakte The Guardian zich in een publicatie ongerust over een dalende kwaliteit van de Dr. Martens-schoen. Het bedrijf reageerde dat er niets veranderd is sinds de productie naar Azië werd overgebracht.